# Yusuke Taniguchi
Yusuke Taniguchi (japanisch 谷口 裕介 Taniguchi Yusuke; * 11. August 1995 der Präfektur Gunma) ist ein japanischer Fußballspieler.

## Karriere
Yusuke Taniguchi erlernte das Fußballspielen in den Jugendmannschaften des Oizumi FC, Maebashi FC und den Yokohama F. Marinos sowie in der Universitätsmannschaft der Josai International University. Seinen ersten Vertrag unterschrieb er am 1. Juli 2017 bei Vonds Ichihara. Mit dem Verein aus Ichihara spielte er in der fünften Liga, der Kantō Soccer League (Div. 1). Am Ende der Saison feierte er mit Vonds die Meisterschaft der Region. Im Januar 2020 wechselte er zum Ligakonkurrenten Briobecca Urayasu nach Urayasu. 2022 gewann er mit Urayasu den Shakaijin Cup. Im Mai 2023 wechselte er in die dritte Liga. Hier schloss er sich in Hachinohe Vanraure Hachinohe an. 

## Erfolge
Briobecca Urayasu
- Shakaijin Cup: 2022